# Pavese

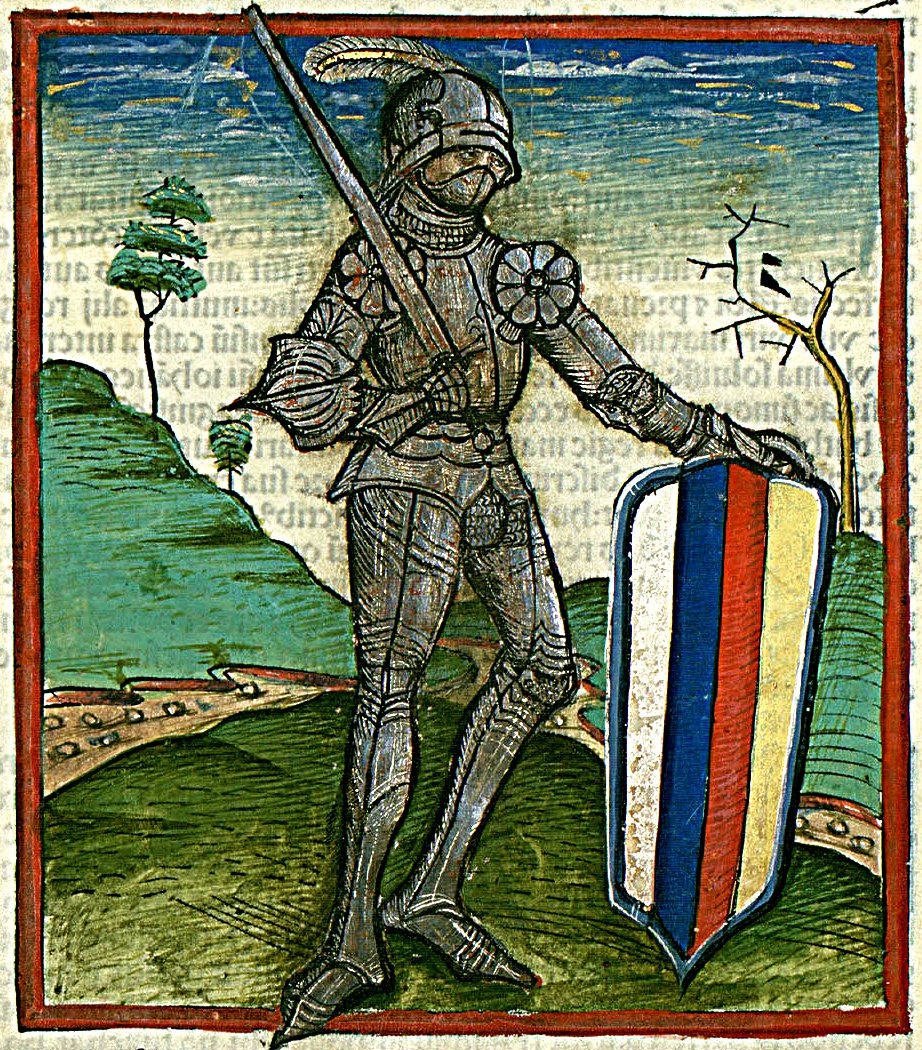
Hunyadi János pavesével a Thuróczy krónikából

A pavese nagyméretű pajzs, amely részben a római scutumból fejlődött ki. Nevét Pavia olasz város után kapta. Mivel az egész testet védelmezte, népszerű gyalogsági pajzsforma volt. Főleg a városok használták a gyalogosok és a számszeríjászok védelmére. Bártfa szolgálatában a 15. században 27 zsoldos állt, közöttük egy kapitány, egy pavesés, két tizedes, egy fegyvermester volt, a többi katonát pedig két csapatba osztották. Egyes cseh városok, mint pl. Prága-Óváros (Staré Město) polgárai a város címerét a pavesére is ráfestették.

## Kialakulása
Csehországban már 1200 táján megjelent mint a négyszögű pajzs leszármazója, amelyen egy függőleges boltozat futott végig. Kezdetben csak a gyalogosok viselték. A kisebbek 60–130 cm közötti hosszúságúak voltak. A hátulján H-formájú markolattal volt ellátva, jobbra és balra kiegészítő szíjakkal, ami által a pajzsot háton is lehetett hordani. Kis számban cseh, lengyel és litván lovagok is viselték, és a 14–15. században néha a Német Lovagrend is használta. A gyalogosok kézipajzsa mellett egy nagyobb méretű 1-2 m-es pavese is kialakult, melyet az aljára erősített tüskékkel vagy a hegyes végével szúrtak a földbe és kampókkal fogták egymáshoz. Ezt egyfajta védőfalként is lehetett használni. Idővel látónyílással és lőrésekkel is ellátták. A pavese váza fából vagy vesszőből készült, kívül bőrrel volt bevonva.
Ez a nagyméretű pajzs lovas hadviselésre nem alkalmas. Ennek ellenére díszes változatai néha heraldikai jelképekkel is el van látva. A városi címereken kívül császárok, királyok, egyes lovagi egyletek címerével is ellátták, mint amilyenek pl. Hunyadi János és Hunyadi Mátyás pajzsai (a Fekete sereg pajzsai) vagy Csehszlovákia államcímerének ötszögű paveséje. A pavese nem kötődött a használó személyéhez, ezért nem tartozik a heraldikai pajzsok közé. Használata a lőfegyverek elterjedésével, a harmincéves háború idején szűnt meg.
A tárcsapajzs egyik fejlődési vonalát a nagyméretű állópajzsok képezik, amelyek a 15. századi gyalogság fontos védőfegyverévé váltak. Függőleges osztásaik közül az egyik előre ugrott. A huszita harcmodorban alkalmazták. Ha a gyalogosok egymás mellé állították, és a csúcsos alját a földbe szúrták, egyfajta védőfalat képezett és mögötte a számszeríjat is fel lehetett ajzani.
A huszita pajzs (németül Hussitenschild) derékszögből kiszélesedő, felül háromszögben végződő pajzs, amely 1948-tól 1989-ig Csehszlovákia címerpajzsa volt. A huszita pajzsra vezetik vissza, de ez a heraldikai tévedések kategóriájába tartozik.
Névváltozatok: állópajzs
it: pavese, palvese, fr: pavois, pavart, de: Pavese, Setztartsche, Wehrmäntel, Tarras, cs: pavéza

Rövidítések:

## Nevének eredete
A pavese olasz eredetű szó, jelentése 'paviai'. Olyan speciális pajzsfajta, melyet Paviában készítettek. Ez a város az ókorban és a középkorban is híres volt pajzsgyártásáról. A pavese eredetileg a háromszögű pajzsoktól eltérő, Itáliából származó formák gyűjtőneve volt. Nyelvünkbe az Anjou-korban, vagy valamivel előbb átvett lovagi-katonai kifejezésekkel együtt, mint a lándzsa, pálya, trombita, kapitány stb. került. Pajzs szavunk is belőle származik.

## Galéria

Pavese a Csehszlovák Szocialista Köztársaság címerében (1961–89)
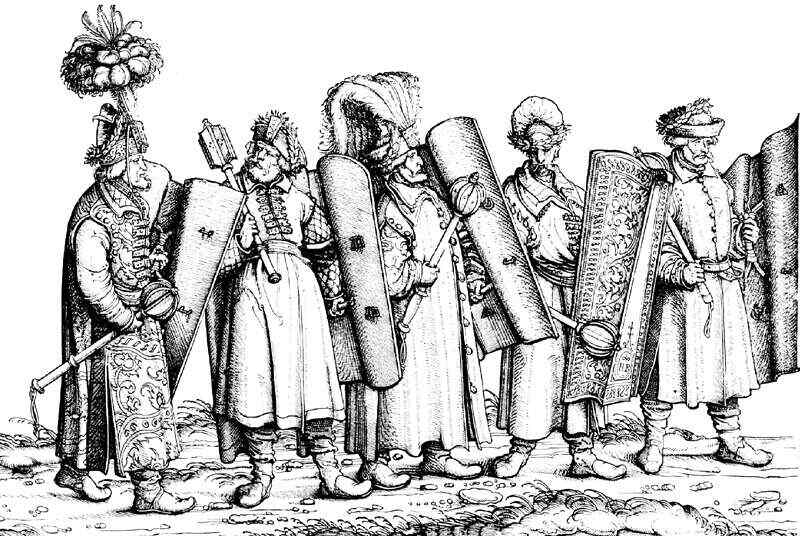
Magyar főurak pavesével